# Revenge (banda)
Revenge fue una banda de rock formada en 1989 en Mánchester, Inglaterra, siendo una de las agrupaciones de uno de los miembros del grupo de rock New Order: Peter Hook, a pesar de su corto periodo, sólo el grupo sacó 1 álbum de estudio titulado "One True Passion" de 1990, por la discográfica: Factory Records.

## Integrantes

### Exintegrantes
- Peter Hook - vocalista, bajo, teclados, batería
- Davyth Hicks - guitarra
- Chris Jones "CJ"- teclados
- David Potts - vocal de apoyo, guitarra, bajo
- Brian Whittaker - bajo, guitarra
- Mike Hedges - batería
- Ged Duffy - ?

## Discografía

### Álbumes de estudio
- 1990: "One True Passion"

### Recopilaciones
- 2004: "One True Passion V2.0 "
- 2005: "No Pain No Gain"